# 草津パーキングエリア
草津パーキングエリア（くさつパーキングエリア）は、滋賀県大津市（小牧方面）及び草津市（西宮方面）の名神高速道路上にあるパーキングエリアである。

## 構造
新名神高速道路建設に伴い大津連絡路との接続部となり（草津JCT）、ジャンクション併設という日本の高速道路ではまれな構造となった。
草津PAと草津JCTは近接しているため、上り線草津PAへの流出路を通過するとすぐに草津JCTの案内標識がある。下り線はパーキングエリア利用後、新名神方面に向かうことができない。（草津JCTの項を参照）

## 道路
- E1 名神高速道路

## 施設
当PAでは、2017年（平成29年）に東日本で販売が終了した明治のスナック菓子「カール」を土産として購入していく人が多い場所でもある。また、上り線の売店はカールの「箱買い」の発祥ともされている。

### 上り線（名古屋・福井方面）
- 駐車場
  - 大型 121台
  - 小型 163台
- トイレ（便器数は第2PAを含む）
  - 男性 大13（和式3・洋式10）・小29
  - 女性 56（和式9・洋式47）
  - 車椅子用 2
  - ファミリートイレ  1
- ガソリンスタンド（出光興産（西日本宇佐美）、24時間）
  - 以前はコスモ石油（コスモ石油販売(株)）が運営していた。
- 給電スタンド（24時間）[4]
- スナック（24時間）
- ショッピング（24時間）
- コンビニエンスストア「セブン-イレブン」（24時間）[5]
- 自動販売機
- シャワーステーション（24時間）

### 下り線（大阪・神戸方面）
- 駐車場
  - 大型 102台
  - 小型 189台
- トイレ

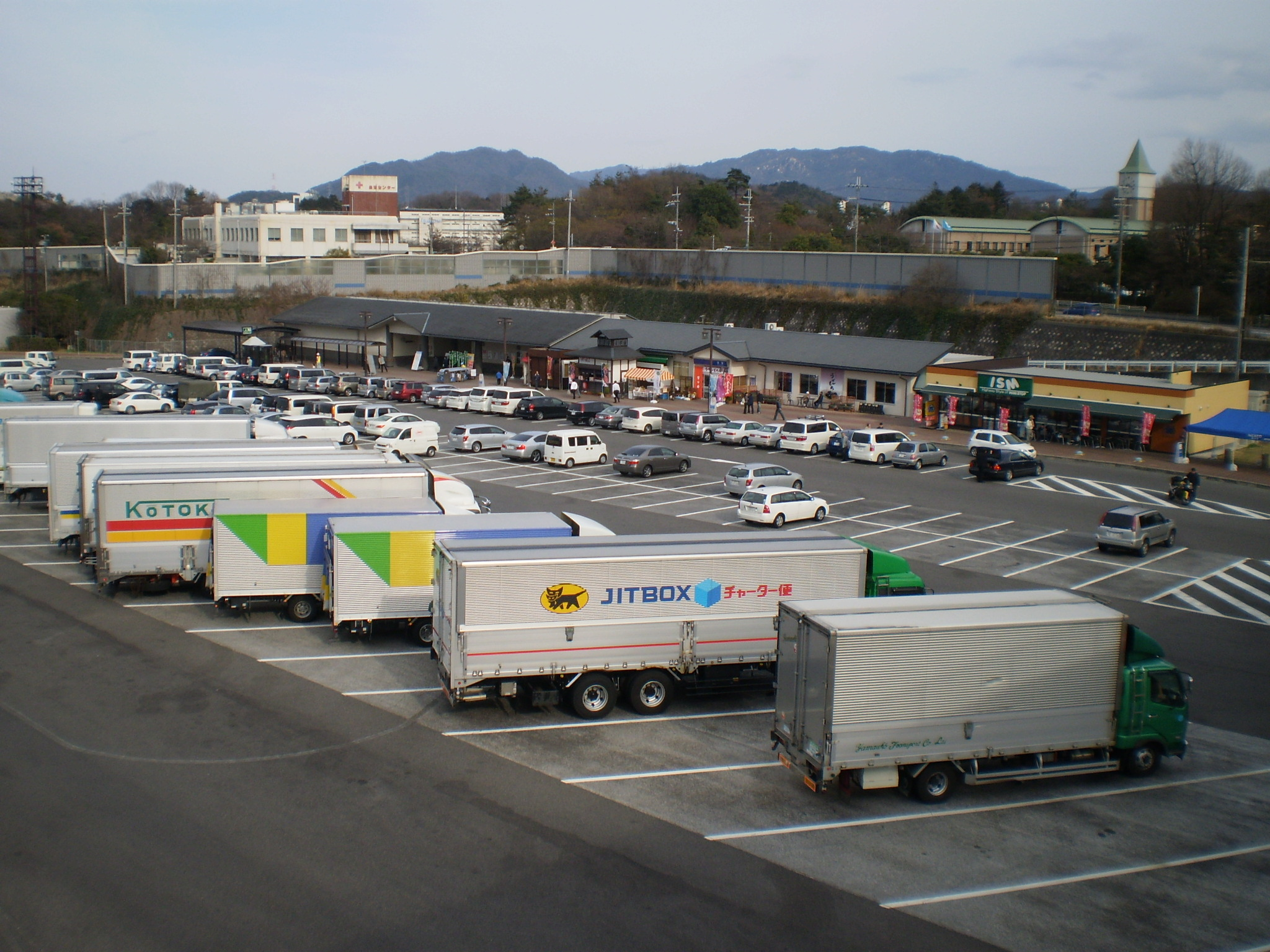
下り線全景

  - 男性 大13（和式3・洋式10）・小40
  - 女性 56（和式9・洋式47）
  - 車椅子用 2
  - ファミリートイレ  1
- ガソリンスタンド（出光、24時間）
- 給電スタンド（24時間）[4]
- スナック（24時間）
- ショッピング（24時間）
- コンビニエンスストア「セブン-イレブン」（24時間）[5]
- 自動販売機
- シャワーステーション（24時間）

## ギャラリー

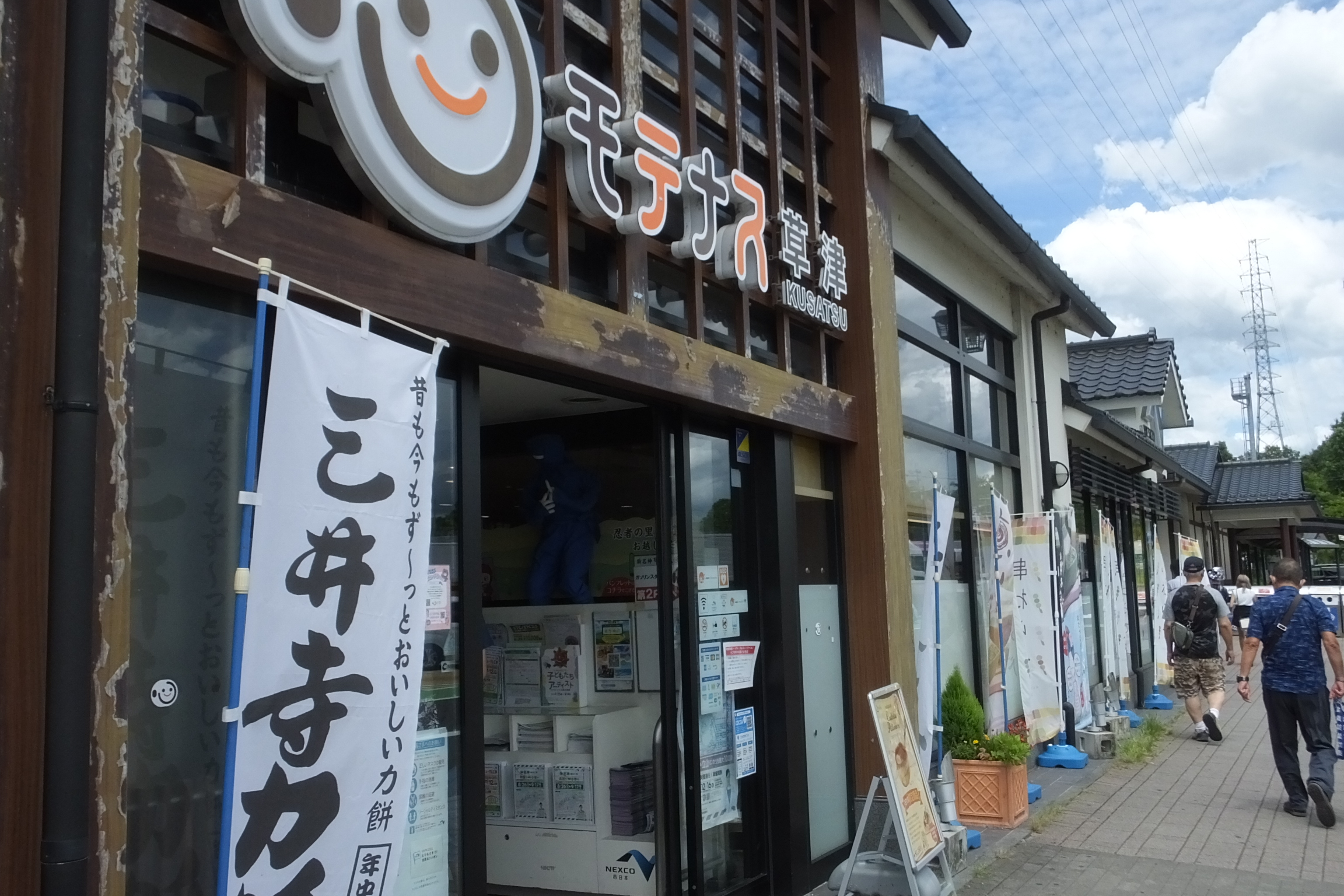
上り線売店（2022年7月31日）
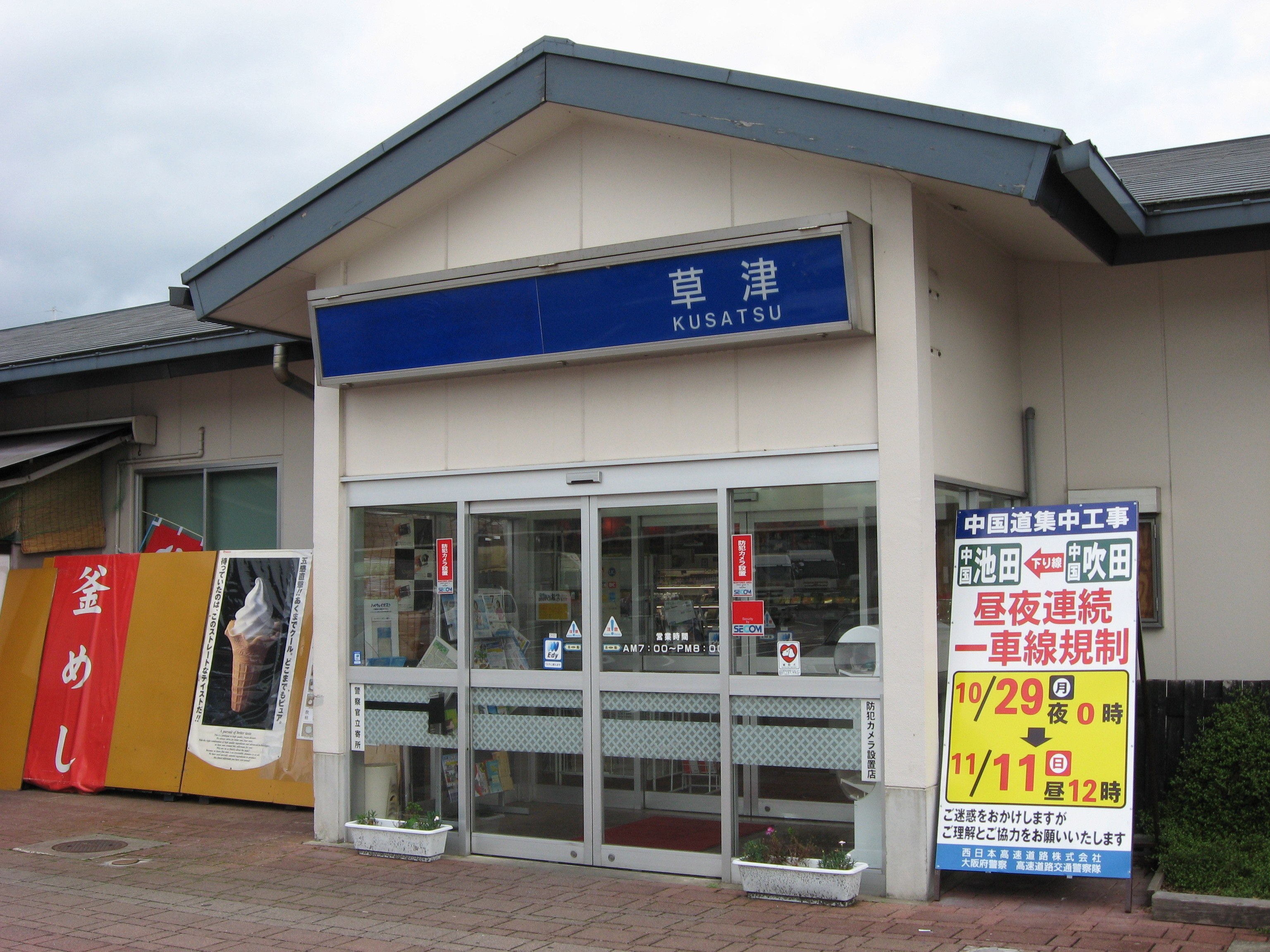
下り線売店入口
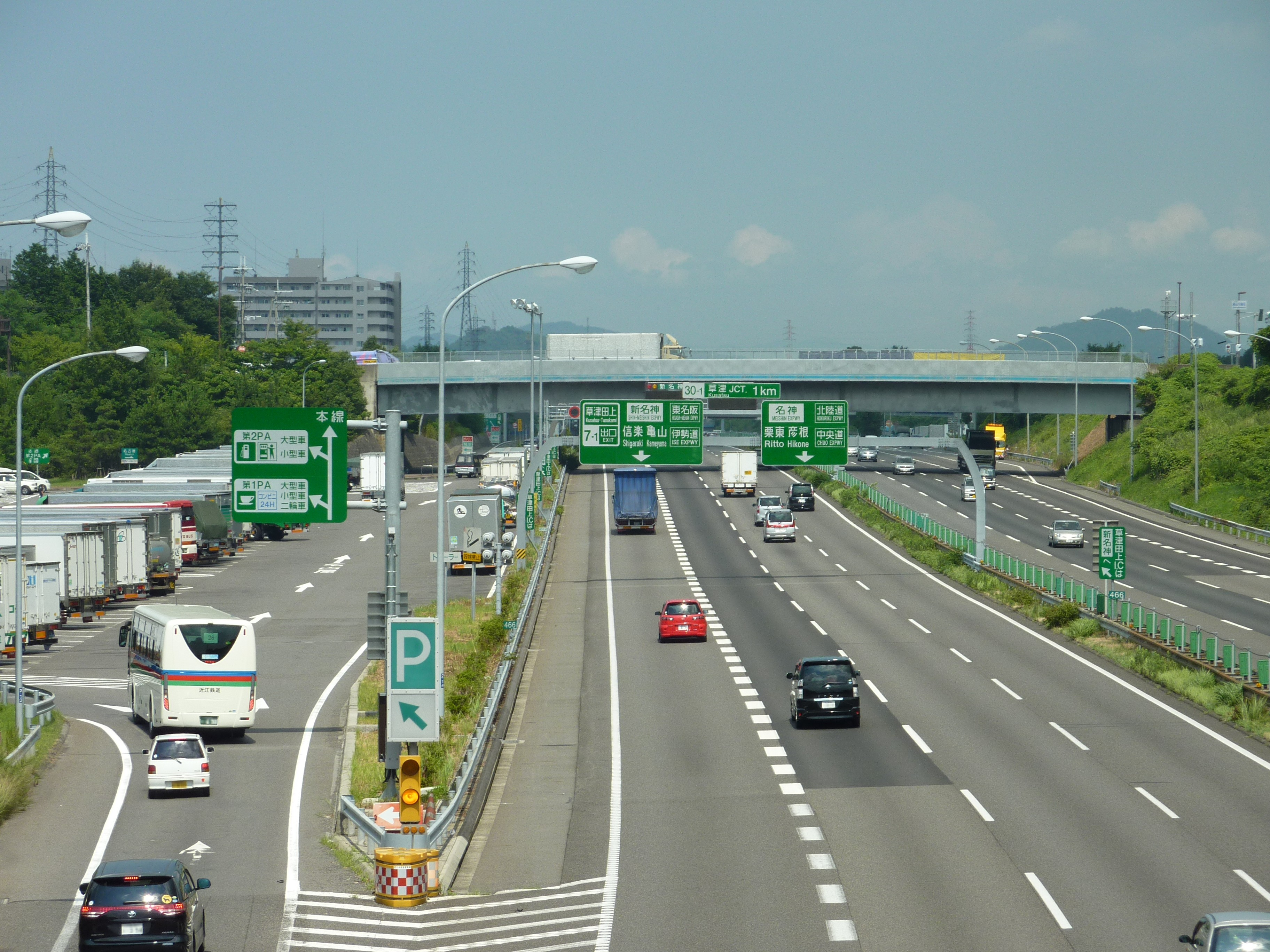
草津PA（左）と草津JCT（右）の案内標識（上り線）
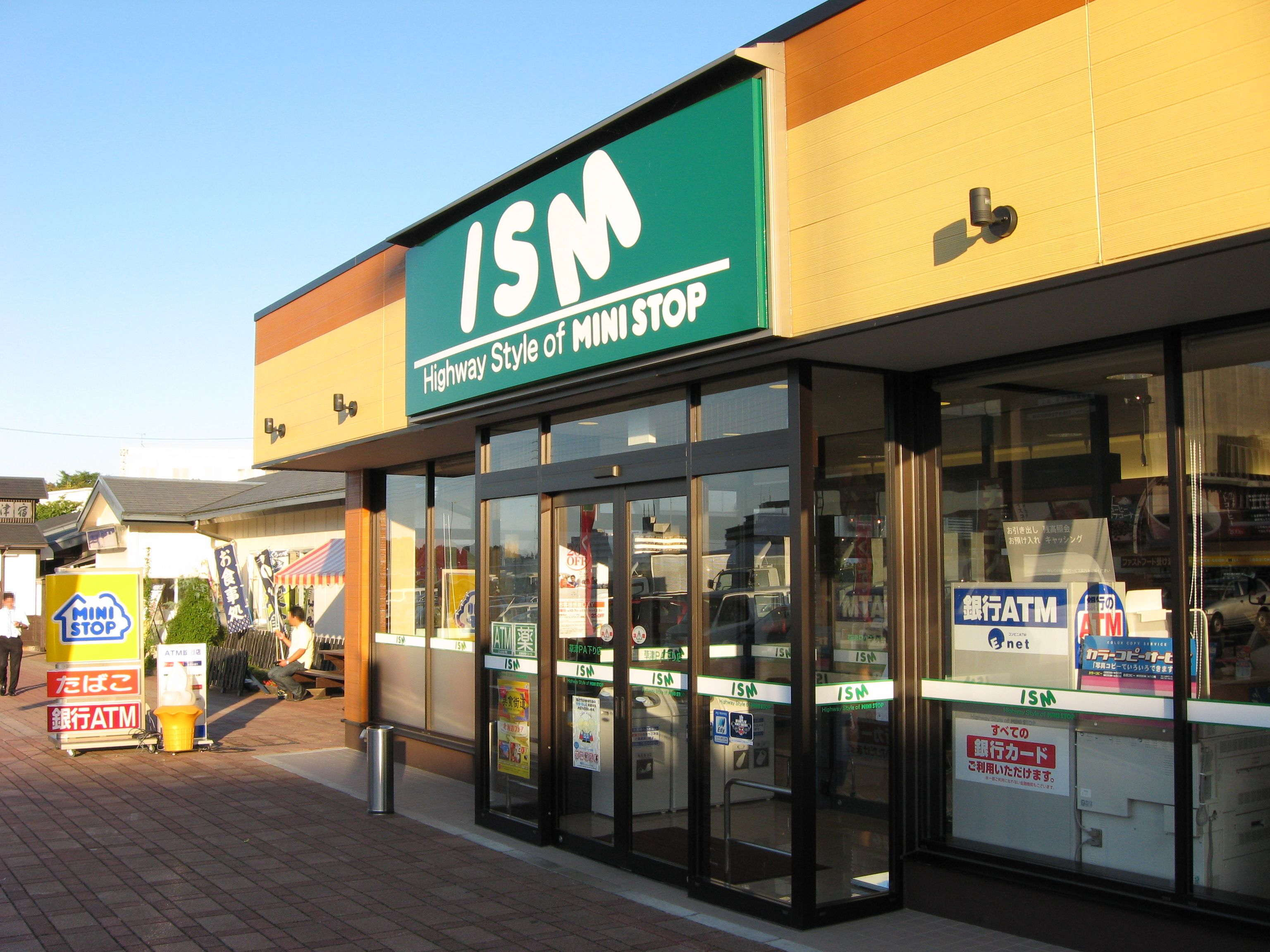
ミニストップISM草津PA下り店
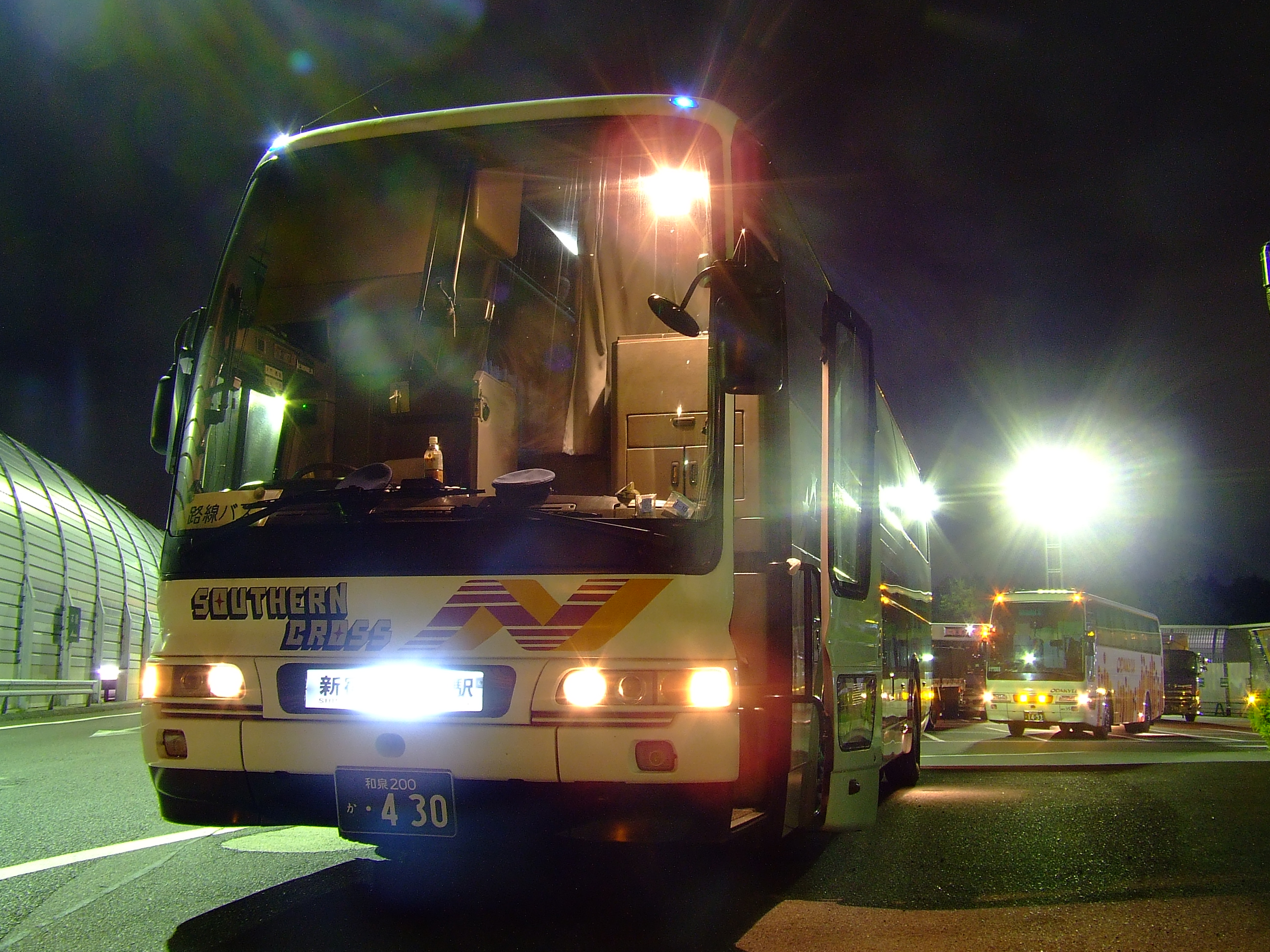
休憩する南海ウィングバス南部車両（上り線）
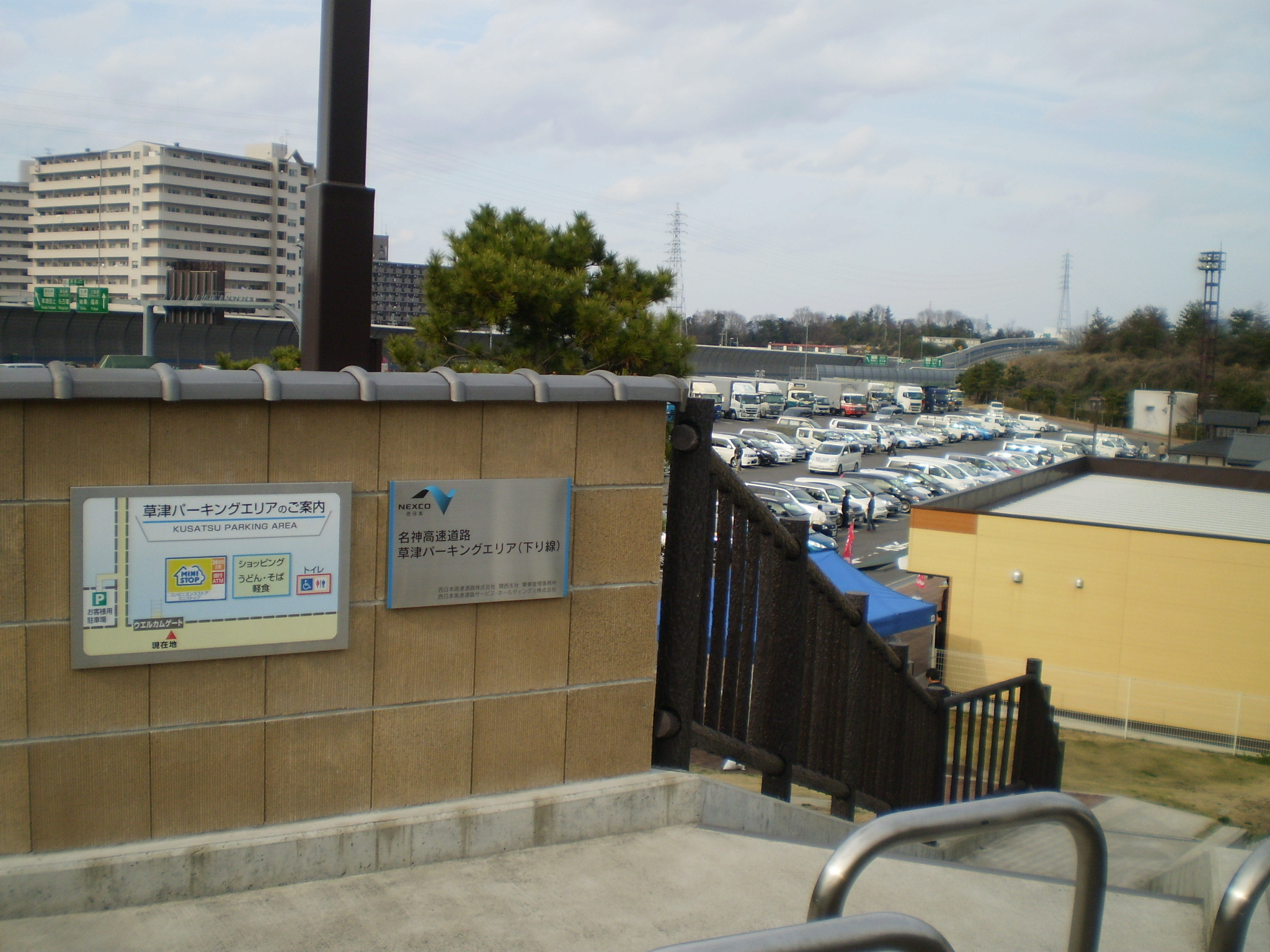
ウェルカムゲート（下り線）

## 歴史
1963年（昭和38年）7月16日開設。建設当時は松林に囲まれた閑静な環境にあったとされる。開通時の駐車台数は上下線共通で乗用車10台であった。
1984年（昭和59年）、グリコ・森永事件においてハウス食品工業（当時、現在のハウス食品）が脅迫を受けた際に、当PA付近で犯人からの指示書が発見されている。なお、脅迫で要求を受けた現金を載せた現金輸送車が当PAに到着する前に、滋賀県警は栗東町（現在の栗東市）内で発見した犯人グループとされる人物が乗った不審車両を取り逃がす失態を犯している（その後不審車両は草津市内で発見）。
売店は名神6車線化工事に伴い上下線ともに現在地に移転した。上り線旧PA敷地はトイレ・自動販売機・ガソリンスタンドのある第2PA（所在地は草津市）として活用している。第2PAに駐車した場合、売店施設へは300mほど歩かなければならない。なお、下り線旧PA敷地は、現PA敷地と一体化している。
2008年2月6日に給油所が大津SAから移転開業した。これにより大津SAを通過しない京滋バイパス経由でも給油が可能となり、ガソリンスタンドの間隔が従来の最大約150kmから約100kmに短縮された。
2010年4月22日に上り線売店施設がリニューアルオープンした。施設は宿場町として栄えた草津宿本陣をイメージした瓦屋根の和風な外観となり、売場面積は1.5倍に拡大された。新名神の部分開通により利用客が増加したことなどから、ショッピングコーナーとフードコートは24時間営業となった。
2010年7月12日にはNEXCO西日本管轄の名神高速道路内では初となるシャワーステーションが上り線に設けられ、2010年11月16日には下り線にも設けられた。
2011年4月26日から、下り線もフードコーナーとショッピングコーナーがリニューアルオープンして24時間営業となり、パーキングエリアながらサービスエリアと変わらない規模となった（パーキングエリアのため、レストランとインフォメーションは存在しない。）。

## 隣
E1 名神高速道路
(29-3) 栗東湖南IC - (30)栗東IC - (30-1)草津JCT - 草津PA - (30-2)瀬田東JCT/IC